# Județul Caraș-Severin (interbelic)
Județul Caraș-Severin a fost o unitate administrativă de ordinul întâi din Regatul României, aflată în regiunea istorică Banat. Reședința județului era orașul Lugoj. Județul a fost desființat în anul 1926 prin divizarea sa în județele Caraș și Severin.

## Întindere

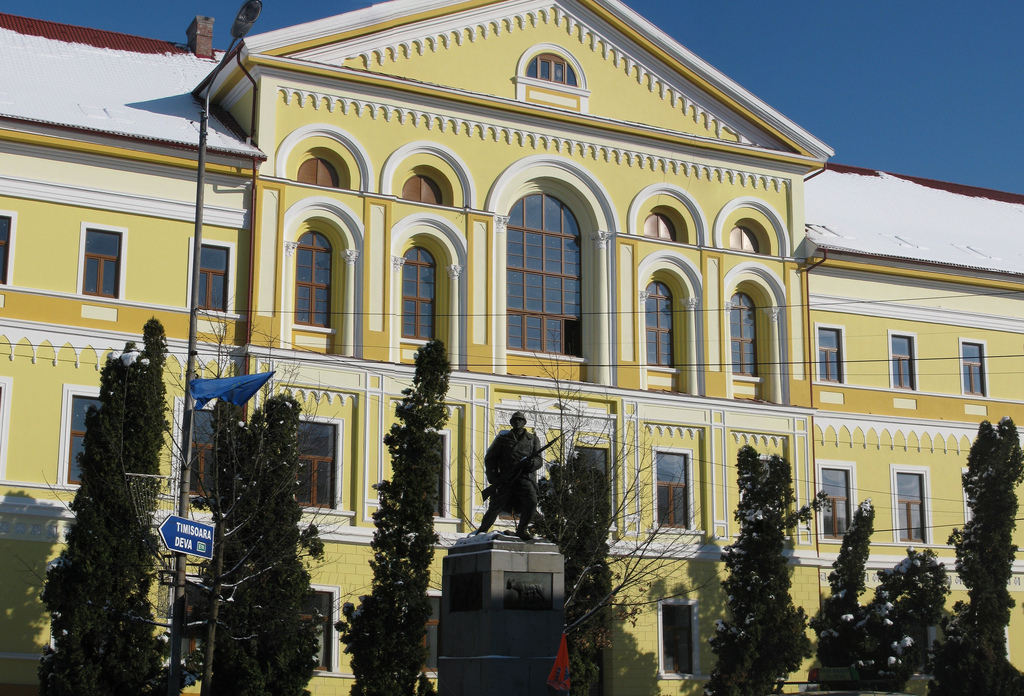
Clădirea Prefecturii județului Caraș-Severin din perioada interbelică. Clădirea a fost construită între anii 1856-1859 și este situată în centrul municipiului Lugoj.

Județul se afla în partea sud-vestică a României Mari, în sudul și estul regiunii Banat. Teritoriul său cuprindea în întregime județul Caraș-Severin de astăzi, dar și părți din actualele județe Timiș, Arad și Mehedinți. Se învecina la vest cu județul Timiș-Torontal și cu Iugoslavia, la sud cu Iugoslavia, la est cu județele Mehedinți și Hunedoara, iar la nord cu județul Arad. Județul avea o suprafață totală de peste 11.000 km², fiind cel mai întins județ al României interbelice. Limitele sale corespundeau fostului comitat maghiar Caraș-Severin. Județul a existat timp de șapte ani, fiind divizat în anul 1926 în județele Caraș și Severin.

## Organizare
Teritoriul județului era împărțit în paisprezece plăși. Pe teritoriul județului existau cinci comune urbane (orașe): Lugoj (reședința județului), Caransebeș, Reșița, Oravița și Orșova.

## Populație
Conform datelor recensământului din 1920 populația totală a județului era de 424.254 de locuitori. Densitatea populației era de 38 locuitori/km2.